# Đu đủ rừng
Đu đủ rừng hay còn gọi thù dù, nhật phiến, thôi hoang, thông thảo gai, thầu dầu núi (danh pháp khoa học: Trevesia palmata) là một loài thực vật có hoa trong Họ Cuồng. Loài này được (Roxb. ex Lindl.) Vis. miêu tả khoa học đầu tiên năm 1842.